# 罗伯托·埃尔南德斯 (投手)
羅伯托·埃雷迪亚·埃尔南德斯（西班牙語：Roberto Heredia Hernández，1980年8月30日—）是美國職棒大聯盟坦帕灣光芒的一位右投手。埃尔南德斯於2006年4月15日在印地安人隊初登板，最初是用作先發投手，但在後來的球季轉為後援投手，07年又回到先發投手本行。
他以沉重的伸卡球而聞名，控球也非常精準。他在18歲剛進入小聯盟時，球速並不特別快，但在不斷磨練之後，快速球現在已經可以投到97英哩；他也會投滑球和變速球，但只是偶爾一用，因為他選擇倚靠沉重的伸卡球立即製造滾地球出局。
埃尔南德斯也是2003年成軍的湖郡艦長隊(Lake County Captains，2002年之前是哥倫布紅手杖隊(Columbus Red Stixx))第一位在大聯盟出賽的正式選手（來此進行復健比賽的大聯盟選手除外）。

## 印地安人終結者的角色
2006年7月20日，印地安人將隊史救援紀錄保持人，當時的終結者鮑勃·威克曼交易到亞特蘭大勇士；這使先前擔任中繼表現稱職的埃尔南德斯不得不接掌終結者的工作，儘管他在大聯盟還沒拿到過救援成功。
結果在僅僅一周之內（7月30日到8月5日），埃尔南德斯就連續搞砸三場救援，同時苦吞四連敗，包括連續被波士頓的大衛·歐提茲，以及底特律的伊凡·羅德里奎茲擊出再見全壘打。不久，埃尔南德斯的終結者位置就由湯姆·馬斯特尼接替。
在終結者實驗以災難收場之後，埃尔南德斯被下放到印地安人3A的水牛城野牛隊，重新擔任先發投手。他在九月再次被升上克里夫蘭，並以先發投手身分結束球季。埃尔南德斯在2006年的戰績是1勝10敗，防禦率5.42。

## 2007年球季
埃尔南德斯在2007年本來預定是印地安人隊的長中繼投手(spot starter)，並且要在小聯盟3A的水牛城展開球季。然而，先發左投克里夫·李卻在春訓時腹肌拉傷，至少得錯過球季前三週，於是印地安人隊讓埃尔南德斯暫代李的位置。在4月13日的球季首度先發，他只投了4.1局就被芝加哥白襪狠灌六分。
但埃尔南德斯隨即振作起來，在他的第二場先發裡，主投六局只讓砲火兇猛的紐約洋基隊打下兩分，只是最終與勝敗無關。從此埃尔南德斯完全步上軌道，接下來五場先發全勝，主投39局只有五分自責分；這五場連勝還包括連續兩次打敗明尼蘇達雙城的兩屆美聯賽揚獎得主尤漢·桑塔納，在其中一場先發裡，雙城隊中外野手托利·杭特更留下這麼一段話：「我等不及對上一個正常的投手了。這傢伙的伸卡球簡直不可能打到。」埃尔南德斯在4月24日從明尼蘇達手上獲得本季第一勝，主投7.2局只有兩分責失；5月17日回到主場再戰雙城，埃尔南德斯更演出大聯盟生涯第一場完封勝，全場只送出四支安打。
7月25日，埃尔南德斯對波士頓紅襪先發八局無失分，率隊以1:0獲勝。這一勝使得埃尔南德斯在七月的戰績以5勝0敗作收，同時和隊友C.C.薩巴西亞，以及紅襪隊的喬許·貝基特以13勝並列大聯盟第一。
埃尔南德斯在球季結束時和隊友薩巴西亞、紅襪的喬許·貝基特，以及天使隊的約翰·雷基同時成為美聯賽揚獎的熱門人選。而他在2007年正規球季的制霸表現也延續到生涯季後賽初登板；2007年美聯分區系列戰第二場迎戰由安迪·派提特領軍的紐約洋基隊時，他先發九局，只送出三支安打和一分責失，隊友們則在延長賽反敗為勝。但埃尔南德斯在美聯冠軍戰時的表現卻更像2006年的他，系列戰第二場和第六場，他在芬威球場兩次挑戰紅襪隊，結果都投不滿五局； （页面存档备份，存于）第六戰更在第一局就被J.D.德魯轟出滿貫全壘打，只投了兩局又三名打者就痛失七分（六安打、四保送），使得印地安人隊在系列戰被扳成3:3平手，最終在第七戰反遭淘汰。 （页面存档备份，存于）

## 詳細成績
|          |          |     |     |   |   |   |    |    |   |    |      |      |       |      |    |     |    |    |     |    |   |     |     |      | WHIP |
| -------- | -------- | --- | --- | - | - | - | -- | -- | - | -- | ---- | ---- | ----- | ---- | -- | --- | -- | -- | --- | -- | - | --- | --- | ---- | ---- |
| 2006     | 印地安人 | 38  | 7   | 0 | 0 | 0 | 1  | 10 | 0 | 10 | .091 | 340  | 74.2  | 88   | 9  | 31  | 3  | 7  | 58  | 3  | 1 | 46  | 45  | 5.42 | 1.59 |
| 2007     | 印地安人 | 32  | 32  | 2 | 1 | 1 | 19 | 8  | 0 | 0  | .704 | 879  | 215.0 | 190  | 16 | 61  | 2  | 11 | 137 | 5  | 1 | 78  | 73  | 3.06 | 1.21 |
| 2008     | 印地安人 | 22  | 22  | 1 | 1 | 0 | 8  | 7  | 0 | 0  | .533 | 549  | 120.2 | 126  | 7  | 70  | 0  | 9  | 58  | 8  | 1 | 80  | 73  | 5.44 | 1.62 |
| 2009     | 印地安人 | 24  | 24  | 0 | 0 | 0 | 5  | 12 | 0 | 0  | .294 | 596  | 125.1 | 151  | 16 | 70  | 0  | 8  | 79  | 5  | 1 | 97  | 88  | 6.32 | 1.76 |
| 2010     | 印地安人 | 33  | 33  | 4 | 1 | 2 | 13 | 14 | 0 | 0  | .481 | 880  | 210.1 | 203  | 17 | 72  | 0  | 9  | 124 | 3  | 0 | 98  | 88  | 3.77 | 1.31 |
| 2011     | 印地安人 | 32  | 32  | 0 | 0 | 0 | 7  | 15 | 0 | 0  | .318 | 833  | 188.2 | 205  | 22 | 60  | 3  | 14 | 109 | 3  | 1 | 125 | 110 | 5.25 | 1.40 |
| 2012     | 印地安人 | 3   | 3   | 0 | 0 | 0 | 0  | 3  | 0 | 0  | .000 | 62   | 14.1  | 17   | 4  | 3   | 0  | 1  | 9   | 1  | 0 | 15  | 12  | 7.53 | 1.40 |
| 2013     | 光芒     | 4   | 4   | 0 | 0 | 0 | 1  | 3  | 0 | 0  | .250 | 111  | 24.2  | 22   | 2  | 10  | 3  | 4  | 25  | 1  | 0 | 16  | 13  | 4.74 | 1.30 |
| 通算:8年 | 通算:8年 | 188 | 157 | 7 | 3 | 3 | 54 | 72 | 0 | 10 | .429 | 4250 | 973.2 | 1011 | 93 | 377 | 11 | 63 | 592 | 29 | 5 | 555 | 502 | 4.64 | 1.43 |

- 2012年度球季結束時
- 各年度的粗字為該聯盟最高

## 2012年球季
於2012年年初，因用使用假身分證及假名-佛斯托·J·卡蒙納，遭到多明尼加警方逮捕，並於其後改回本名-羅伯托·埃尔南德斯，同時也將出生資料也從1983-12-7日改為1980-8-30日。

## 獲獎記錄
- 明星賽:2010年

## 外部連結
- 罗伯托·埃尔南德斯在美國職棒（英语）
- 罗伯托·埃尔南德斯在Baseball-Reference.com（大聯盟）（英语）
- 罗伯托·埃尔南德斯在Baseball-Reference.com（小聯盟以及海外聯盟）（英语）
- 罗伯托·埃尔南德斯在ESPN（MLB）（英语）
- 罗伯托·埃尔南德斯在FanGraphs.com（英语）
- 罗伯托·埃尔南德斯在The Baseball Cube（英语）